# Жолобки (притока Міусу)
Жолобки (Хрустальна, Кришталева) — річка в Україні, у Антрацитівському районі Луганської області, ліва притока Міусу (басейн Азовського моря).

## Опис
Довжина річки 15 км, похил річки — 15 м/км. Формується з багатьох безіменних струмків та водойм. Площа басейну 79,8 км².
У минулому одна з найбільших лівих балок називалася Жолобки.

## Розташування
Бере початок на південно-західній стороні від села Іванівки. Тече переважно на південний захід і в селищі Княгинівка впадає в річку Міус.
Населені пункти вздовж берегової смуги: Софіївський, Хрустальний, Хрустальне, Вахлушеве.